# SN 2011X
SN 2011X – supernowa typu II-P odkryta 15 stycznia 2011 roku w galaktyce E221-G07. W momencie odkrycia miała maksymalną jasność 17,30m.